# François-Henri Pinault
François-Henri Pinault (franceză: [pino]; n. 28 mai 1962, Rennes, Franța) este un om de afaceri francez, președinte și director executiv al Kering din martie 2005 și președinte al Groupe Artémis din mai 2003. Sub conducerea sa, Kering a renunțat la industria de retail și a devenit lider internațional al industriei de lux⁠(d).

## Mecenat
În anul 2019, a doua zi după incendiul care a afectat Catedrala Notre Dame din Paris, Pinault a anunțat transferul imediat al sumei de 100 de milioane de euro pentru reconstrucția monumentului.

## Legături externe
- en  Biography on Kering.com Arhivat în 25 ianuarie 2019, la Wayback Machine.

## Vezi și
- Kering
- Groupe Artémis
- Kering Foundation
- François Pinault
- Salma Hayek